# بعد از باران (فیلم)
بعد از باران (انگلیسی: After the Rain) فیلمی به کارگردانی تاکاشی کوئیزومی است که در سال ۱۹۹۹ منتشر شد. این اثر بر اساس آخرین فیلمنامهٔ نوشته شده توسط آکیرا کوروساوا ساخته شد. از بازیگران آن می‌توان به آکیرا ترائو، میکو هارادا، تاتسویا ناکادای و هیساشی ایگاوا اشاره کرد.